# William J. McAlonan
William J McAlonan, född 12 juni 1863 på Irland, död 1 maj 1925, kommendör i Frälsningsarmén och sångförfattare.
McAlonan blev frälsningsofficer 1882 och kom då från Ligoniel, Irland. Han var Divisionsofficer i England där han även var assisterande handelssekreterare 1886 och chefssekreterare 1895. 1898 var han assisterande utrikessekreterare vid internationella högkvarteret i London. Han var även ledare för FA i Schweiz, Tyskland och Holland och internationell sekreterare vid internationella högkvarteret. En period var han även direktör för FA:s livförsäkringsbolag i England.
Gift 1885 med Emma Askew (född 9 mars 1861, död 20 januari 1945) från Durkham, England.
McAlonan och hans fru Emma var åren 1901–1904 ledare för Frälsningsarmén i Sverige. Han var senare ledare för Frälsningsarmén i Nederländerna, Tyskland och Schweiz.

## Sångtexter av McAlonan
- Herren bjuder alla frälsning